# 上喉頭動脈
上喉頭動脈（じょうこうとうどうみゃく）は頭頸部の動脈の一つ。上甲状腺動脈の枝。上喉頭神経内枝とともに甲状舌骨筋の下を走行する。
甲状舌骨膜を貫き、甲状舌骨筋、粘膜、喉頭の腺に栄養を供給し、反対側と吻合する。